# Estilo do Soberano britânico
O estilo preciso dos soberanos britânicos variou ao longo dos anos. O estilo atual é oficialmente proclamado em dois idiomas:
- Em Inglês

Carlos III, pela Graça de Deus do Reino Unido da Grã-Bretanha e Irlanda do Norte e de seus outros Reinos e Territórios Rei, Chefe da Commonwealth, Defensor da Fé.
- Em Latim:

Carolus III, Dei Gratia Britanniarum Regnorumque Suorum Ceterorum Rex, Consortionis Populorum Princeps, Fidei Defensor.

## Alteza, Graça e Majestade
A partir do século XII, os soberanos ingleses usaram o estilo "Alteza". Eles compartilhavam esse estilo com apenas cinco outros monarcas na Europa: o Sacro Imperador Romano e os Reis da França, Castela, Aragão e Portugal. Por volta de 1519, no entanto, o Sacro Imperador Romano e o Rei da França assumiram o estilo "Majestade"; Henrique VIII copiou-os. O estilo "Majestade" já havia aparecido na Inglaterra, mas não se tornou comum até o reinado de Henrique VIII.
"Majestade", no entanto, não foi usada exclusivamente; alternou arbitrariamente com "Alteza" e "Graça", mesmo em documentos oficiais. Por exemplo, um julgamento legal emitido por Henrique VIII usa todos os três indiscriminadamente; O Artigo 15 começa com "a Alteza dos Reis Magos ordenou", o Artigo 16 com "a Majestade dos Reis" e o Artigo 17 com "a Graça dos Reis".
Os soberanos escoceses eram chamados de "Sua Graça", em vez de "Majestade", na pré-União da Escócia. Durante o reinado de James VI dos escoceses e eu da Inglaterra e da Irlanda, no entanto, "Majestade" tornou-se o título oficial, excluindo outros.
Na íntegra, o soberano é referido como "Sua [Sua] Maior Majestade". Em Atos do Parlamento a frase "A Majestade Mais Excelente do Rei [da Rainha]" é usada na cláusula de promulgação. Nos tratados e nos passaportes britânicos, o soberano é referido como "Sua [Sua] Majestade Britânica" para se diferenciar dos soberanos estrangeiros.

## Estilo do soberano
Os reis anglo-saxões da Inglaterra usaram vários estilos diferentes, incluindo "Rei dos anglo-saxões" e "rei dos ingleses". Variações mais grandiosas foram adotadas por alguns monarcas; por exemplo, Edred usou "Rei dos anglo-saxões, nortumbrianos, pagãos e bretões". Esses estilos eram às vezes acompanhados de epítetos extravagantes; por exemplo, Æthelstan era "rei dos ingleses, criado pela destra do Todo-Poderoso ao trono de todo o reino da Bretanha".

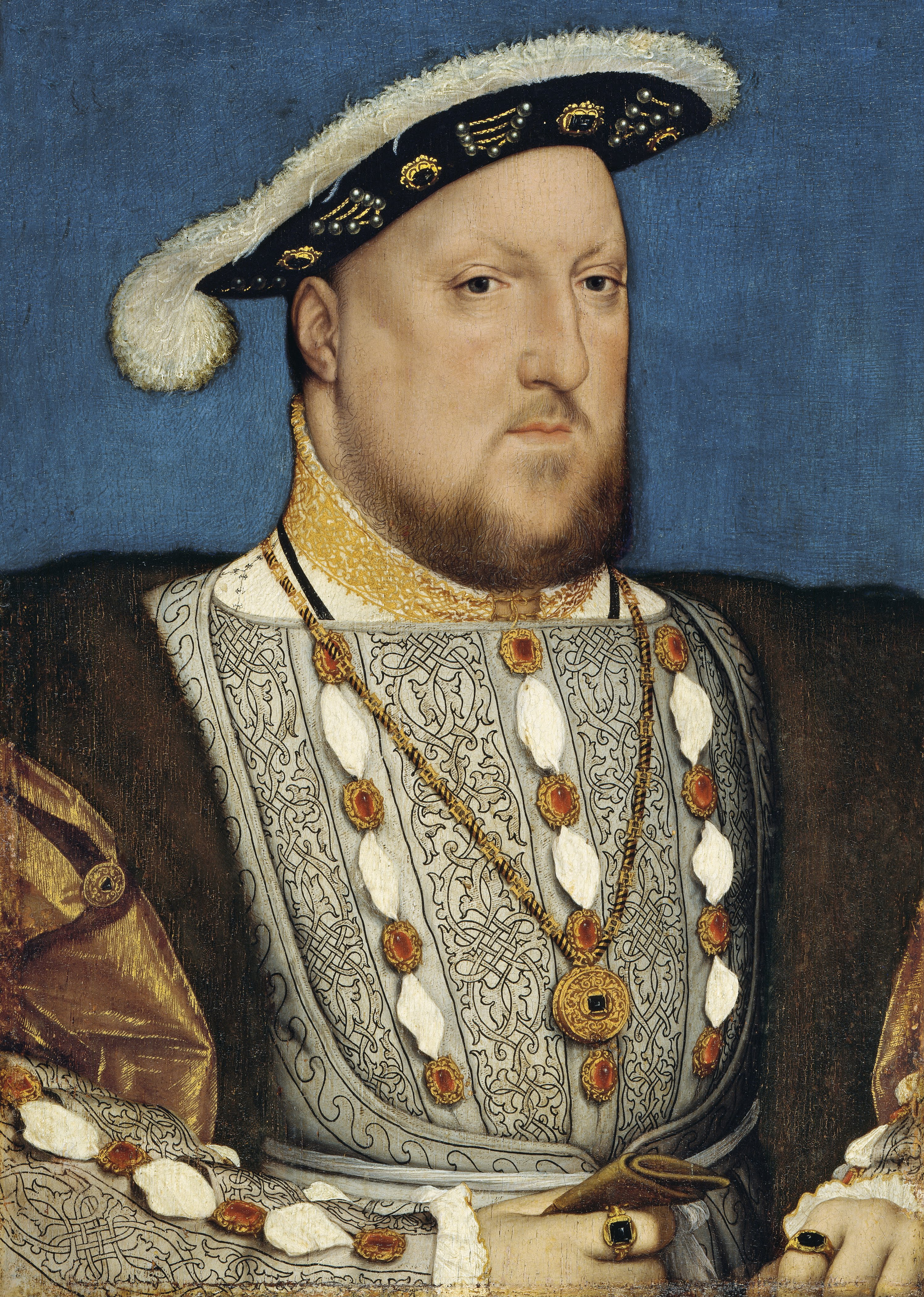
O reinado de Henrique VIII viu o uso de cinco estilos reais diferentes.

Na Escócia, o título preferido do monarca era "Rei / Rainha dos Escoceses" em vez de "da Escócia" (embora o último não fosse de modo algum desconhecido).
Guilherme I, o primeiro monarca normando da Inglaterra, usou o simples "rei dos ingleses". Seu sucessor, Guilherme II, foi o primeiro a usar consistentemente "pela Graça de Deus". Henrique I acrescentou "Duque dos normandos" em 1121, embora tivesse tomado a Normandia de seu irmão Roberto em 1106. Em 1152, Henrique II adquiriu muitos outros bens franceses através de seu casamento com Eleanor da Aquitânia; Logo depois, ele acrescentou "Duque dos Aquitanianos" e "Conde dos Angevinos" ao seu estilo.
"Rei dos ingleses", "duque dos normandos", "duque dos aquitanianos" e "conde dos angevinos" permaneceram em uso até que o rei João subiu ao trono em 1199, quando eles mudaram para "rei da Inglaterra", "Duque da Normandia", "Duque de Aquitânia" e "Conde de Anjou", respectivamente. John, além disso, já era o governante titular da Irlanda; portanto, ele adicionou "Lorde da Irlanda" ao seu estilo.
Em 1204 a Inglaterra perdeu a Normandia e Anjou. No entanto, eles não renunciaram aos títulos associados até 1259. O território francês mais uma vez se tornou objeto de disputa após a morte do rei francês Carlos IV em 1328. Eduardo III reivindicou o trono francês, argumentando que ele deveria passar para ele através de seu mãe Isabella, irmã de Carlos IV. Na França, no entanto, foi afirmado que o trono não poderia passar para ou através de uma mulher. Eduardo III começou a usar o título de "Rei da França" (deixando o "Duque de Aquitânia") depois de 1337. Em 1340 ele entrou na França, onde foi proclamado rei publicamente. Em 1360, no entanto, ele concordou em renunciar seu título ao pretendente francês. Embora ele parasse de usar o título em documentos legais, ele não trocou formalmente cartas confirmando a renúncia com o rei francês. Em 1369, Eduardo III retomou o título, alegando que os franceses haviam violado seu tratado.
Henrique V invadiu a França, mas concordou com o Tratado de Troyes, pelo qual ele foi reconhecido como o herdeiro e regente da França, em 1420. Ele morreu em 1422, para ser sucedido por seu filho recém-nascido, que se tornou Henrique VI. Pouco depois de sua ascensão, Henrique VI também herdou o trono francês. Na década de 1450, no entanto, a Inglaterra havia perdido todos os seus territórios na França, com exceção de Calais. A reivindicação do título de "rei da França" não foi, contudo, renunciada até a criação do Reino Unido da Grã-Bretanha e Irlanda em 1801, época em que a monarquia francesa havia sido derrubada pela Revolução Francesa.
Depois de 1422, o estilo real permaneceu inalterado por quase um século. Inúmeras alterações, no entanto, foram efetuadas durante o reinado de Henrique VIII. Depois que Henrique escreveu um livro contra o protestante Martinho Lutero, o papa Leão X recompensou-o ao conceder o título de "Defensor da Fé". Após divergências com o Papado sobre seu casamento com Catarina de Aragão, Henrique VIII rompeu com a Igreja Católica Romana, estabelecendo a Igreja da Inglaterra em 1533. Papa Paulo III rescindiu a concessão do título de "Defensor da Fé", mas Henrique continuou para usá-lo. Em 1535, Henrique adicionou "da Igreja da Inglaterra na Terra, sob Jesus Cristo, Cabeça Suprema" ao seu estilo em 1535; uma referência à Igreja da Irlanda foi acrescentada em 1536. Enquanto isso, aconselhou que muitos irlandeses considerassem o papa como a verdadeira autoridade temporal em sua nação, com o rei da Inglaterra agindo como um mero representante, Henrique VIII mudou o "Senhor da Irlanda". para "Rei da Irlanda" em 1542. Todas as alterações feitas por Henrique VIII foram confirmadas por uma lei inglesa do Parlamento aprovada em 1544.

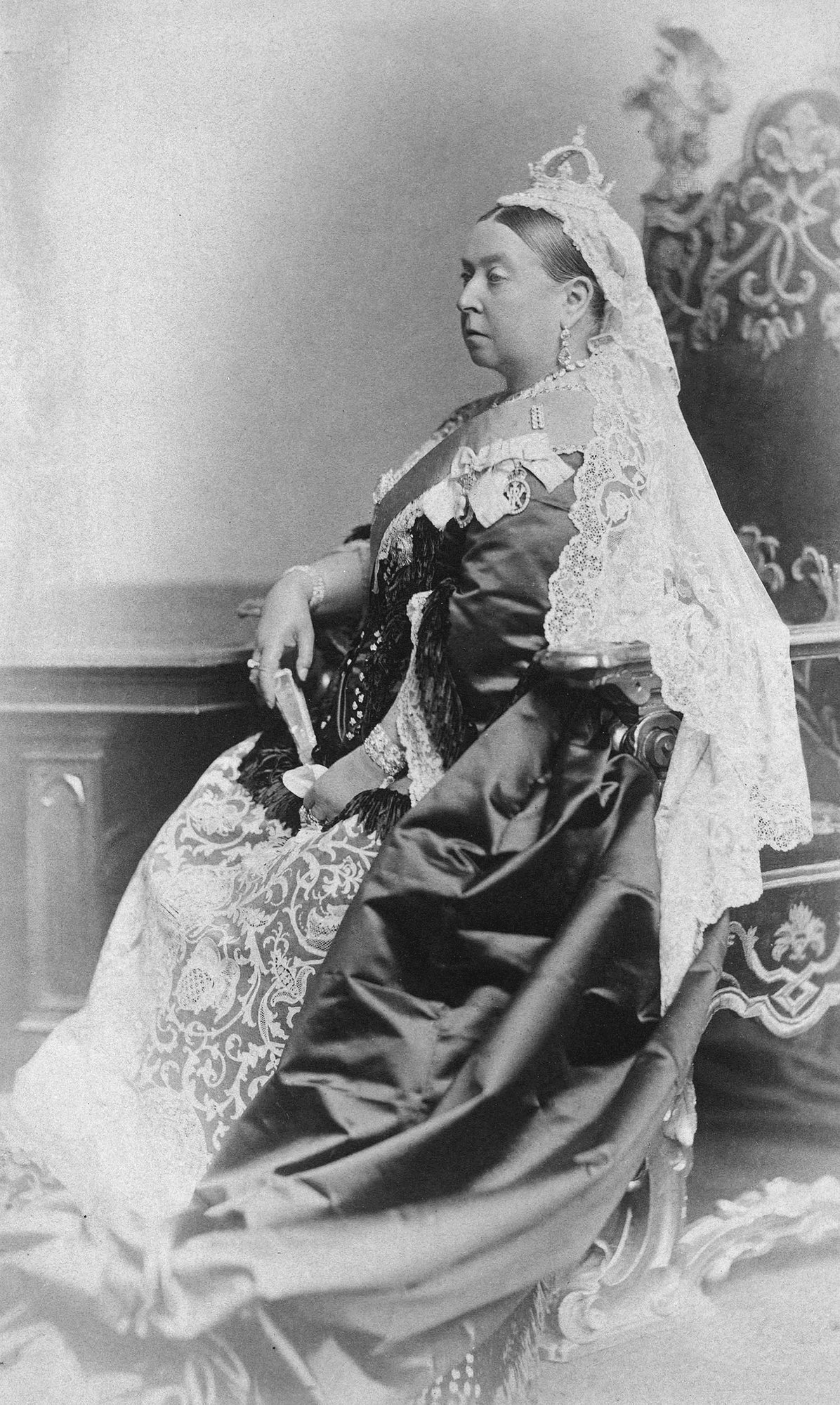
A Rainha Vitória foi a primeira monarca britânica a usar o estilo "Imperatriz da Índia".

Maria I, filha católica de Henrique VIII, omitiu "da Igreja da Inglaterra e também da Irlanda na Cabeça Suprema da Terra" em 1553, substituindo-a por "etc.", mas a frase permaneceu como parte do estilo oficial até uma Lei do Parlamento para o contrário foi passado em 1555. Nesse meio tempo Maria se casou com o príncipe espanhol Philip. Os monarcas adotaram um estilo comum: "Rei e Rainha da Inglaterra e França, Nápoles, Jerusalém e Irlanda, Defensores da Fé, Príncipes da Espanha e da Sicília, Arquiduques da Áustria, Duques de Milão, Borgonha e Brabante, Conde e Condessa de Habsburgo. , Flandres e Tirol ", reconhecendo os títulos de Maria e de Filipe. Outras mudanças foram feitas depois que Filipe se tornou rei da Espanha e da Sicília após a abdicação de seu pai.
Quando a protestante Isabel I subiu ao trono, ela usou o mais simples "Rainha da Inglaterra, França e Irlanda, Defensor da Fé, etc". O "etc." foi adicionado em antecipação de uma restauração da frase supremacia, que nunca realmente ocorreu.
Depois que Jaime VI, que já era rei na Escócia, ascendeu ao trono inglês, o estilo oficial mudou para "Rei da Inglaterra, Escócia, França e Irlanda, Defensor da Fé, etc."; Sua mãe Maria, Rainha dos Escoceses, já havia reivindicado esses títulos (em uma ordem diferente, juntamente com Francisco II da França, depois com o pai do rei, Lorde Darnley), mas ela foi decapitada por seu opositor protestante, Isabel I. Em 1604, James VI fez uma proclamação permitindo o uso de "Rei da Grã-Bretanha" em vez de "Rei da Inglaterra e da Escócia". Esse novo estilo, embora comumente usado para se referir ao rei, nunca foi estatutário; portanto, não apareceu em instrumentos legais. Apareceu, no entanto, nas inscrições em moedas.
Inglaterra e Escócia foram formalmente unidas na Grã-Bretanha em 1707 pelo Ato de União. A Rainha Ana, consequentemente, assumiu o estilo "Rainha da Grã-Bretanha, França e Irlanda, Defensor da Fé, etc." Permaneceu em uso até 1801, quando a Grã-Bretanha e a Irlanda se uniram para se tornar o Reino Unido. Jorge III aproveitou a oportunidade para deixar cair a referência à França e "etc." do estilo. Foi-lhe sugerido que ele assumisse o título de "Imperador", mas rejeitou a proposta. Em vez disso, o estilo tornou-se "Rei do Reino Unido da Grã-Bretanha e Irlanda, Defensor da Fé".
Em 1876, a "Imperatriz da Índia" foi acrescentada aos títulos da Rainha Vitória pelo Ato dos Títulos Reais de 1876, de modo que a Rainha do Reino Unido, governante de um vasto império, não seria superada por sua própria filha que se casara com o herdeiro de o Império Alemão (um império pela necessidade de estabelecer uma monarquia federal na qual vários reis desejavam manter seus títulos reais apesar de sua submissão a uma monarquia diferente). Seu sucessor, Eduardo VII, mudou o estilo para refletir as outras possessões coloniais do Reino Unido, acrescentando "e dos domínios britânicos além dos mares" depois de "Irlanda". Em geral, o monarca passou a ser chamado de Rei-Imperador, especialmente nas possessões ultramarinas da Coroa e na Índia Britânica e nos estados principescos.
Em 1922, o Estado Livre Irlandês conquistou a independência. Em 1927, a Lei dos Títulos Reais e Parlamentares de 1927 mudou a descrição "do Reino Unido da Grã-Bretanha e Irlanda e dos Domínios Britânicos para além dos Mares" para "da Grã-Bretanha, Irlanda e dos Domínios Britânicos para além dos Mares". O Ato de 1927 também foi significativo para abrir a porta a domínios (posteriormente reinos da Commonwealth) tendo o direito de determinar seu próprio estilo e título para o soberano, um direito que foi exercido pela primeira vez em 1953.
A designação "Imperador da Índia" foi retirada do estilo real em 1948 após a independência da Índia e do Paquistão um ano antes, embora o Rei Jorge VI permanecesse rei do domínio da Índia até 1950, quando se tornou uma república dentro da Índia. a comunidade. O domínio do Paquistão existiu entre 1947 e 1956, quando também se tornou uma república dentro da Commonwealth. Da mesma forma, embora a República da Irlanda tenha sido constituída em 1949, "Grã-Bretanha e Irlanda" não foi substituída por "Grã-Bretanha e Irlanda do Norte" até 1953. No mesmo ano, a frase "Chefe da Commonwealth" também foi acrescentada. Domínios britânicos além dos mares "foi substituído por" outros Reinos e Territórios ". Assim, o estilo do atual soberano é "Pela Graça de Deus, do Reino Unido da Grã-Bretanha e Irlanda do Norte e de Seus outros Reinos e Territórios, Rainha, Chefe da Commonwealth, Defensor da Fé".
Também em 1953, estilos separados foram adotados para cada um dos reinos sobre os quais o soberano reinou. A maioria dos reinos usou a forma, "Rainha de ... e de Seus outros Reinos e Territórios, Chefe da Commonwealth", omitindo o título de "Defensor da Fé". Austrália, Nova Zelândia e Canadá incluíram uma referência ao Reino Unido, bem como "Defensor da Fé", mas apenas o Canadá ainda usa este formulário. (A Austrália deixou cair a referência ao Reino Unido e "Defensor da Fé" em 1973; a Nova Zelândia abandonou a primeira em 1974.) O estilo de Granada também inclui a referência ao "Reino Unido da Grã-Bretanha e Irlanda do Norte". Curiosamente, o estilo usado no Paquistão fez menção ao Reino Unido, mas não ao Paquistão, talvez porque a nação fosse um Domínio apenas nesse ínterim, enquanto uma constituição republicana estava sendo preparada.

## Lista de mudanças no estilo real
Estilos oficiais de soberanos são mostrados abaixo. Mudanças que só levam em conta o gênero do soberano (como a substituição de "Rei" por "Rainha") não são indicadas. Chefes de Estado que não governaram como reis ou como rainhas são mostrados em itálico.

### Soberanos ingleses
| Período   |           | Estilo | Soberano                                                                     |
| --------- | --------- | --- | ---------------------------------------------------------------------------- |
| 1066–1087 | 1066–1087 | Rex Anglorum (Rei dos ingleses | Guilherme I de Inglaterra                                                    |
| 1087–1121 | 1087–1121 | Dei Gratia Rex Anglorum (Pela graça de Deus, rei dos ingleses) | Henrique I de Inglaterra, Guilherme II da Inglaterra                         |
| 1121–1154 | 1121–1154 | Rex Anglorum, Dux Normannorum (Rei dos Ingleses, Duque dos Normandos) | Estêvão de Inglaterra, Henrique I da Inglaterra                              |
| 1141      | 1141      | Senhora dos Ingleses, rainha da Inglaterra e Duque dos Normandos | Matilde de Inglaterra                                                        |
| 1154–1199 | 1154–1199 | Rex Angliae, Dux Normanniae et Aquitainiae et Comes Andegaviae (Rei da Inglaterra, Duque da Normandia e da Aquitânia e Conde de Anjou) | Ricardo I de Inglaterra, Henrique II da Inglaterra                           |
| 1199–1259 | 1199–1259 | Rex Angliae, Dominus Hiberniae, Dux Normanniae, et Dux Aquitaniae (Rei da Inglaterra, Senhor da Irlanda, Duque da Normandia e Duque da Aquitânia) | João da Inglaterra, Henrique III da Inglaterra                               |
| 1259–1340 | 1259–1340 | Rex Angliae, Dominus Hiberniae et Dux Aquitaniae (Rei da Inglaterra, Senhor da Irlanda e Duque da Aquitânia) | Henrique III, Eduardo I, Eduardo II, Eduardo III                             |
| 1340–1397 | 1340–1397 | Rex Angliae et Franciae et Dominus Hiberniae (Rei da Inglaterra e da França e Senhor da Irlanda) | Eduardo III, Ricardo II                                                      |
| 1397–1399 | 1397–1399 | Rex Angliae et Franciae, Dominus Hiberniae et Princeps Cestriæ (Rei da Inglaterra e da França, Senhor da Irlanda e Príncipe de Chester) | Ricardo II                                                                   |
| 1399–1420 | 1399–1420 | Rex Angliae et Franciae et Dominus Hiberniae (Rei da Inglaterra e da França e Senhor da Irlanda) | Henrique IV, Henrique V                                                      |
| 1420–1422 | 1420–1422 | Rex Angliae, Haeres et Regens Franciae, et Dominus Hiberniae (Rei da Inglaterra, Herdeiro e Regente da França e Senhor da Irlanda) | Henrique V, Henrique VI                                                      |
| 1422–1521 | 1422–1521 | Rex Angliae et Franciae et Dominus Hiberniae (Rei da Inglaterra e da França e Senhor da Irlanda) | Henrique VI, Eduardo IV, Eduardo V, Ricardo III, Henrique VII, Henrique VIII |
| 1521–1535 | 1521–1535 | Pela Graça de Deus, Rei da Inglaterra e França, Defensor da Fé e Senhor da Irlanda | Henrique VII                                                                 |
| 1535–1536 | 1535–1536 | Pela Graça de Deus, Rei da Inglaterra e França, Defensor da Fé, Senhor da Irlanda e da Igreja da Inglaterra na Suprema Cabeça da Terra | Henrique VII                                                                 |
| 1536–1542 | 1536–1542 | Pela Graça de Deus, Rei da Inglaterra e França, Defensor da Fé, Senhor da Irlanda, e da Igreja da Inglaterra e da Irlanda na Suprema Cabeça da Terra | Henrique VII                                                                 |
| 1542–1555 | 1542–1555 | Pela Graça de Deus, Rei da Inglaterra, França e Irlanda, Defensor da Fé e da Igreja da Inglaterra e da Irlanda na Suprema Cabeça da Terra | Henrique VIII, Eduardo VI, Lady Jane Gray (disputada), Maria I               |
| 1554–1556 | 1554–1556 | Pela Graça de Deus, Rei e Rainha da Inglaterra e França, Nápoles, Jerusalém e Irlanda, Defensores da Fé, Príncipes da Espanha e da Sicília, Arquiduques da Áustria, Duques de Milão, Borgonha e Brabante, Conde e Condessa de Habsburgo, Flandres e Tirol        | Maria I, Felipe II                                                           |
| 1556–1558 | 1556–1558 | Pela Graça de Deus, Rei e Rainha da Inglaterra, Espanha, França, Jerusalém, ambas as Sicílias e Irlanda, Defensores da Fé, Arquiduque e Arquiduquesa da Áustria, Duque e Duquesa da Borgonha, Milão e Brabante, Conde e Condessa de Habsburgo , Flandres e Tirol | Maria I, Felipe II                                                           |
| 1558–1603 | 1558–1603 | Pela Graça de Deus, Rainha da Inglaterra, França e Irlanda, Defensor da Fé, etc. | Elizabeth I                                                                  |

### Soberanos Escoceses
O primeiro estilo registrado dos monarcas do que hoje é a Escócia varia: às vezes é "Rei dos pictos", às vezes "rei de Fortriu" e, às vezes, "rei de Alba". Somente depois de 900 o último título se torna padrão. Desde o reinado de David I, o título tornou-se "rex escottorum" ("rei dos escoceses") ou "rex Scotiae" ("rei da Escócia"). O primeiro termo era o mais comum, mas o último foi usado às vezes. Tiago VI e eu nos proclamamos "Rei da Grande Britânia, França e Irlanda" por meio da Proclamação Real, mas isso não foi aceito pelo Parlamento inglês. Os três últimos monarcas da Escócia - Guilherme II (William III da Inglaterra), Maria II e Ana - todos usavam "Rei / Rainha da Escócia" em preferência a "dos escoceses".

### Soberanos Ingleses e Escoceses
|           | Período   | Estilo | Soberano                                            |
| --------- | --------- | --- | --------------------------------------------------- |
| 1603–1689 | 1603–1689 | Pela Graça de Deus, Rei da Inglaterra, Escócia, França e Irlanda, Defensor da Fé, etc.                                                                                                  | Jaime VI e I, Charles I, Charles II, Jaime VII e II |
| 1650–1653 | 1650–1653 | Capitão-Geral e Comandante em Chefe de todos os exércitos e forças criadas e a serem criados na Comunidade Britânica                                                                    | Oliver Cromwell                                     |
| 1653–1659 | 1653–1659 | Pela Graça de Deus e da República, Senhor Protetor da Comunidade da Inglaterra, Escócia e Irlanda, etc., e dos Domínios e Territórios pertencentes                                      | Oliver Cromwell, Richard Cromwell                   |
| 1689–1694 | 1689–1694 | Pela Graça de Deus, Rei e Rainha da Inglaterra, Escócia, França e Irlanda, Stadholther da República dos Sete Países Baixos, Príncipe de Orange, Conde de Nassau, Defensores da Fé, etc. | Guilherme III, Maria II                             |
| 1694–1702 | 1694–1702 | Pela Graça de Deus, Rei da Inglaterra, Escócia, França e Irlanda, Stadtholder da República dos Sete Estados Unidos, Príncipe de Orange, Conde de Nassau, Defensor da Fé, etc.           | Guilherme III                                       |
| 1702–1707 | 1702–1707 | Pela Graça de Deus, Rainha da Inglaterra, Escócia, França e Irlanda, Defensor da Fé, etc.                                                                                               | Ana da Grã-Bretanha                                 |

### Soberanos britânicos
| Período       | Estilo | Soberano(s)  |
| ------------- | --- | ------------ |
| 1707–1714     | Pela Graça de Deus, Rainha da Grã Bretanha, França e Irlanda, Defensora da Fé. | Ana          |
| 1714–1801     | Pela Graça de Deus, Rei da Grã-Bretanha, França e Irlanda, Defensor da Fé, Arqui-tesoureiro e Príncipe-eleitor do Sacro Império Romano, Duque de Brunsvique-Luneburgo. | Jorge I      |
| 1714–1801     | Pela Graça de Deus, Rei da Grã-Bretanha, França e Irlanda, Defensor da Fé, Arqui-tesoureiro e Príncipe-eleitor do Sacro Império Romano, Duque de Brunsvique-Luneburgo. | Jorge II     |
| 1714–1801     | Pela Graça de Deus, Rei da Grã-Bretanha, França e Irlanda, Defensor da Fé, Arqui-tesoureiro e Príncipe-eleitor do Sacro Império Romano, Duque de Brunsvique-Luneburgo. | Jorge III    |
| 1801–1814     | Pela Graça de Deus, do Reino Unido da Grã-Bretanha e Irlanda, Rei, Defensor da Fé, Arqui-tesoureiro e Príncipe-eleitor do Sacro Império Romano, Duque de Brunsvique-Luneburgo. | Jorge III    |
| 1814–1837     | Pela Graça de Deus, do Reino Unido da Grã-Bretanha e Irlanda Rei, Defensor da Fé, Rei de Hanôver, Duque de Brunsvique-Luneburgo. | Jorge III    |
| 1814–1837     | Pela Graça de Deus, do Reino Unido da Grã-Bretanha e Irlanda Rei, Defensor da Fé, Rei de Hanôver, Duque de Brunsvique-Luneburgo. | Jorge IV     |
| 1814–1837     | Pela Graça de Deus, do Reino Unido da Grã-Bretanha e Irlanda Rei, Defensor da Fé, Rei de Hanôver, Duque de Brunsvique-Luneburgo. | Guilherme IV |
| 1837–1876     | Pela Graça de Deus, do Reino Unido da Grã-Bretanha e Irlanda Rainha, Defensora da Fé. | Vitória      |
| 1876–1901     | Pela Graça de Deus, do Reino Unido da Grã-Bretanha e Irlanda Rainha, Defensora da Fé, Imperatriz da Índia. | Vitória      |
| 1901–1927     | Pela Graça de Deus, do Reino Unido da Grã-Bretanha e Irlanda e dos Domínios Britânicos de Além-Mar, Rei, Defensor da Fé, Imperador da Índia. Dei Gratia Britanniarum et terrarum transmarinarum quae in ditione sunt Britannica Rex, Fidei Defensor, Indiae Imperator                  | Eduardo VII  |
| 1901–1927     | Pela Graça de Deus, do Reino Unido da Grã-Bretanha e Irlanda e dos Domínios Britânicos de Além-Mar, Rei, Defensor da Fé, Imperador da Índia. Dei Gratia Britanniarum et terrarum transmarinarum quae in ditione sunt Britannica Rex, Fidei Defensor, Indiae Imperator                  | Jorge V      |
| 1927–1948     | Pela Graça de Deus, da Grã-Bretanha, da Irlanda e dos Domínios Britânicos de Além-Mar, Rei, Defensor da Fé, Imperador da Índia. Dei Gratia Magnae Britanniae, Hiberniae et terrarum transmarinarum quae in ditione sunt Britannica Rex, Fidei Defensor, Indiae Imperator               | Jorge V      |
| 1927–1948     | Pela Graça de Deus, da Grã-Bretanha, da Irlanda e dos Domínios Britânicos de Além-Mar, Rei, Defensor da Fé, Imperador da Índia. Dei Gratia Magnae Britanniae, Hiberniae et terrarum transmarinarum quae in ditione sunt Britannica Rex, Fidei Defensor, Indiae Imperator               | Eduardo VIII |
| 1927–1948     | Pela Graça de Deus, da Grã-Bretanha, da Irlanda e dos Domínios Britânicos de Além-Mar, Rei, Defensor da Fé, Imperador da Índia. Dei Gratia Magnae Britanniae, Hiberniae et terrarum transmarinarum quae in ditione sunt Britannica Rex, Fidei Defensor, Indiae Imperator               | Jorge VI     |
| 1948–1952     | Pela graça de Deus, da Grã-Bretanha, da Irlanda e dos Domínios Britânicos de Além-Mar, Rei, Defensor da Fé. Dei Gratia Magnae Britanniae, Hiberniae et terrarum transmarinarum quae in ditione sunt Britannica Rex, Fidei Defensor                                                     | Jorge VI     |
| 1952–1953     | Pela Graça de Deus, da Grã-Bretanha, Irlanda e os Domínios Britânicos de Além-Mar, Rainha, Defensora da Fé. | Isabel II    |
| 1953–2022     | Pela Graça de Deus, do Reino Unido da Grã-Bretanha e Irlanda do Norte e de Seus outros Reinos e Territórios Rainha, Chefe da Commonwealth, Defensora da Fé. Elizabeth II, Dei Gratia Britanniarum Regnorumque Suorum Ceterorum Regina, Consortionis Populorum Princeps, Fidei Defensor | Isabel II    |
| 2022–presente | Pela Graça de Deus, do Reino Unido da Grã-Bretanha e Irlanda do Norte e de Seus outros Reinos e Territórios Rei, Chefe da Commonwealth, Defensor da Fé. Carolus III, Dei Gratia Britanniarum Regnorumque Suorum Ceterorum Rex, Consortionis Populorum Princeps, Fidei Defensor         | Carlos III   |